# Monitor (Schiff)
Die USS Monitor war das erste Panzerschiff der US-Marine. Sie wurde während des Amerikanischen Bürgerkrieges ab 1861 von dem schwedischen Ingenieur John Ericsson in Brooklyn für die Marine der Nordstaaten gebaut und lief am 30. Januar 1862 vom Stapel.

## Die beteiligten Eisen- und Walzwerke
Am 3. August 1861 forderte Gideon Welles (Secretary of the Navy), ihm Zeichnungen und Vorschläge für gepanzerte Kriegsschiffe zu unterbreiten. Der schwedische Ingenieur und Erfinder John Ericsson hatte bereits im Jahre 1854 für Napoleon III. ein Panzerschiff mit einer drehbaren Kuppel für eine Kanone konzipiert. Cornelius Bushnell förderte diesen Entwurf bei Abraham Lincoln. Ericsson erhielt den Vertrag – aber er hatte nur 100 Tage für die Bauzeit, um 275.000 US-Dollar Bezahlung zu erhalten. Der Vertrag mit der Regierung wurde am 4. Oktober 1861 unterzeichnet. Der Schiffsrumpf wurde bei der Continental Iron Works in Greenpoint, New York gebaut, und hier lieferten auch alle Firmen die Einzelteile für den Zusammenbau an. Thomas Fitch Rowland von den Continental Iron Works vereinbarte einen Materialpreis von 0,07 US-Dollar pro Pfund, um Bleche für den Rumpf zu walzen. Die Herstellung von Platten, Gussstücken und Armaturen wurde an acht Eisenhütten und Gießereien, unter anderem Holdane & Co., Albany Ironworks und Rensselaer Hütte, New York, vergeben, während vier Unternehmen, darunter H. Abbott & Sons, Baltimore, die 1 Zoll (2,54 cm) dicken Platten für den Geschützturm walzten. Delamater Iron Works in New York City baute die Maschinen und Kessel, einschließlich der Propellerwelle. Am 30. Dezember wurden die Kessel angeheizt und die Dampfmaschine getestet.

## Konzeption und Bauweise

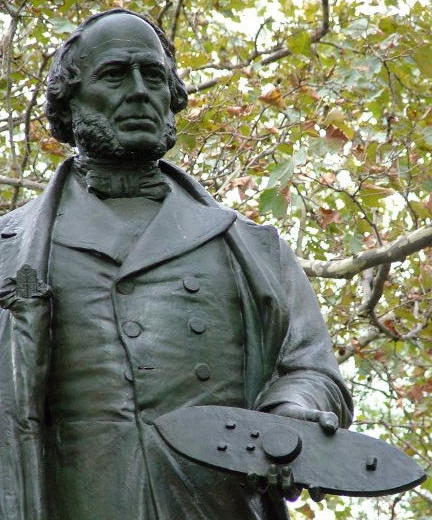
Statue von John Ericsson im Battery Park, New York City, mit einem Modell der Monitor

Das Schiff war hauptsächlich für Operationen in flachen Gewässern ausgelegt und sollte ein möglichst kleines Beschussziel bieten. Die Teile der Monitor wurden in neun Werften gefertigt, wodurch die Fertigstellung des Schiffes innerhalb von 120 Tagen abgeschlossen werden konnte.
Das von einer Dampfmaschine angetriebene Schiff trug keine Masten; außer einem kleinen Fahrstand am Bug, dem Schornstein und einem volldrehbaren, dampfbetriebenen Geschützturm besaß es keine Aufbauten. Die Monitor war extrem flach gebaut (sie besaß weniger als 46 cm Freibord) und stark gepanzert. Die Seiten des Unterwasserrumpfes waren etwa 50 Grad geneigt; das gepanzerte Deck überragte den Rumpf nach beiden Seiten und reichte bis unter die Wasserlinie. Der Bug war als Rammsporn gestaltet und verstärkt. Das Deck bestand aus 30 Zoll (76,2 cm) dickem Eichenholz und war mit 1 Zoll starken schmiedeeisernen Platten belegt.
Die Bewaffnung bestand aus zwei 279-mm-Dahlgrenkanonen, die 68 kg wiegende Vollkugeln verschossen.

## Einsatzgeschichte
Am 9. März 1862 kam es zwischen der Monitor und der Virginia in der Schlacht von Hampton Roads zum ersten Gefecht der Seekriegsgeschichte zwischen gepanzerten Schiffen. Die auf Seiten der Flotte der Konföderierten Staaten von Amerika (CSA/„Südstaaten“) kämpfende Virginia war aus der US-Dampffregatte Merrimack entstanden. Bei der Eroberung von Norfolk gelang es den abziehenden Unionstruppen nicht, das Schiff völlig zu vernichten. Die Konföderierten entfernten den beschädigten Teil und bauten das Schiff mit einem aus Eisenbahnschienen bestehenden Aufbau zum Panzerschiff um.
Das Gefecht zwischen Virginia und Monitor endete unentschieden: Keines der beiden Schiffe konnte das andere ernsthaft beschädigen. Die Virginia musste letztlich im Mai von ihrer Mannschaft selbst zerstört werden, als die Unionsflotte Norfolk zurückeroberte.

## Verbleib
Die Monitor war aufgrund ihres minimalen Freibords nur sehr eingeschränkt seetauglich. Schon bei mäßigem Seegang wurde das Deck von Wellen überspült. Die Monitor sank dann auch am 31. Dezember 1862 in schwerer See vor Cape Hatteras, North Carolina. Sie hatte nach Charleston verlegt werden sollen. 16 Mann der Besatzung kamen ums Leben.
Das Wrack der Monitor und das umliegende Gebiet sind seit Oktober 1974 als Stätte im National Register of Historic Places eingetragen. Mit dem Namen Monitor National Marine Sanctuary erhielt das Wrack am 23. Juni 1986 den Status eines National Historic Landmarks zuerkannt. Die Dampfmaschine des Schiffes konnte im Jahr 2001 geborgen werden. Im Jahre 2002 gelang die Bergung der beiden Geschütze und des Geschützturms. Zur Vorbereitung der Konservierung werden die geborgenen Teile in Wassertanks auf dem Gelände des Mariners’ Museum in Newport News, Virginia, gelagert, wo sich auch eine 1:1-Nachbildung des Schiffes befindet.

## Nachwirkung
Der Name der Monitor wurde zum Begriff für einen ganzen Schiffstyp. Schiffe mit schwerer Bewaffnung, die nicht für den Einsatz in Flottenverbänden vorgesehen waren, sondern vorwiegend als schwimmende Plattformen zur Küstenverteidigung bzw. auch Küstenbeschießung, wurden in der Folge allgemein als Monitore bezeichnet.

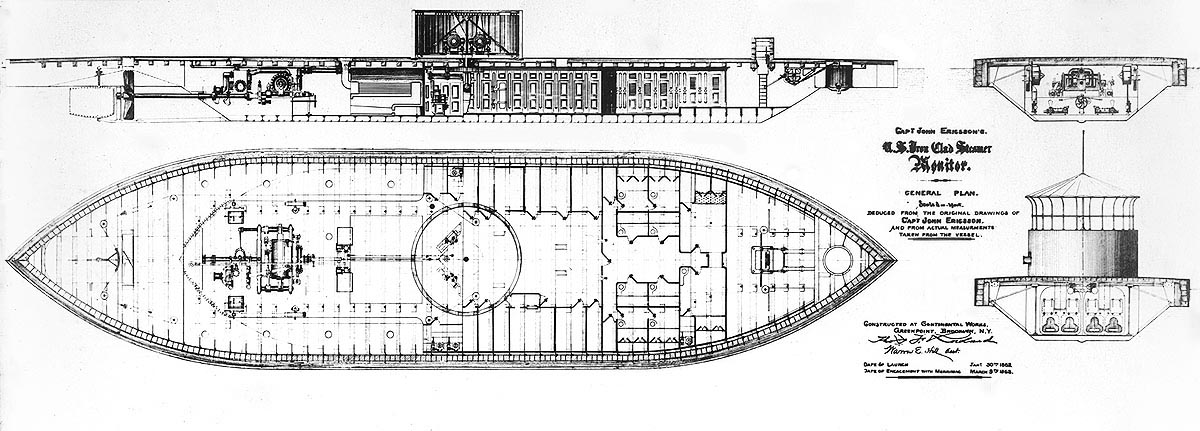
Konstruktionszeichnung der Monitor
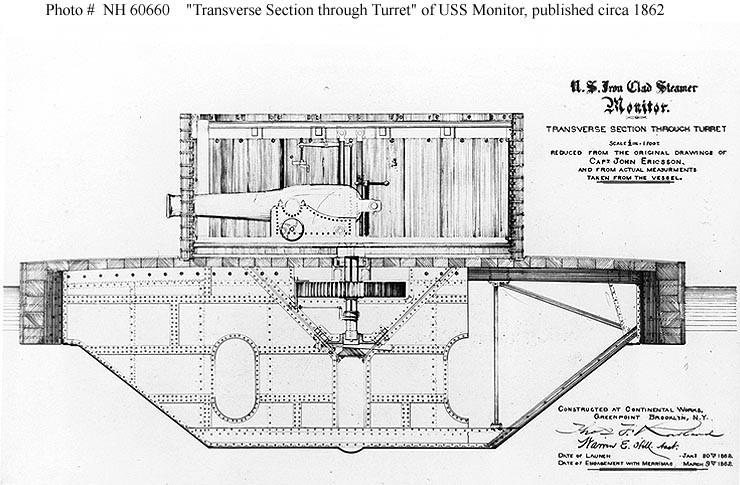
Querschnittszeichnung des Schiffsrumpfes der USS Monitor mit Geschützturm
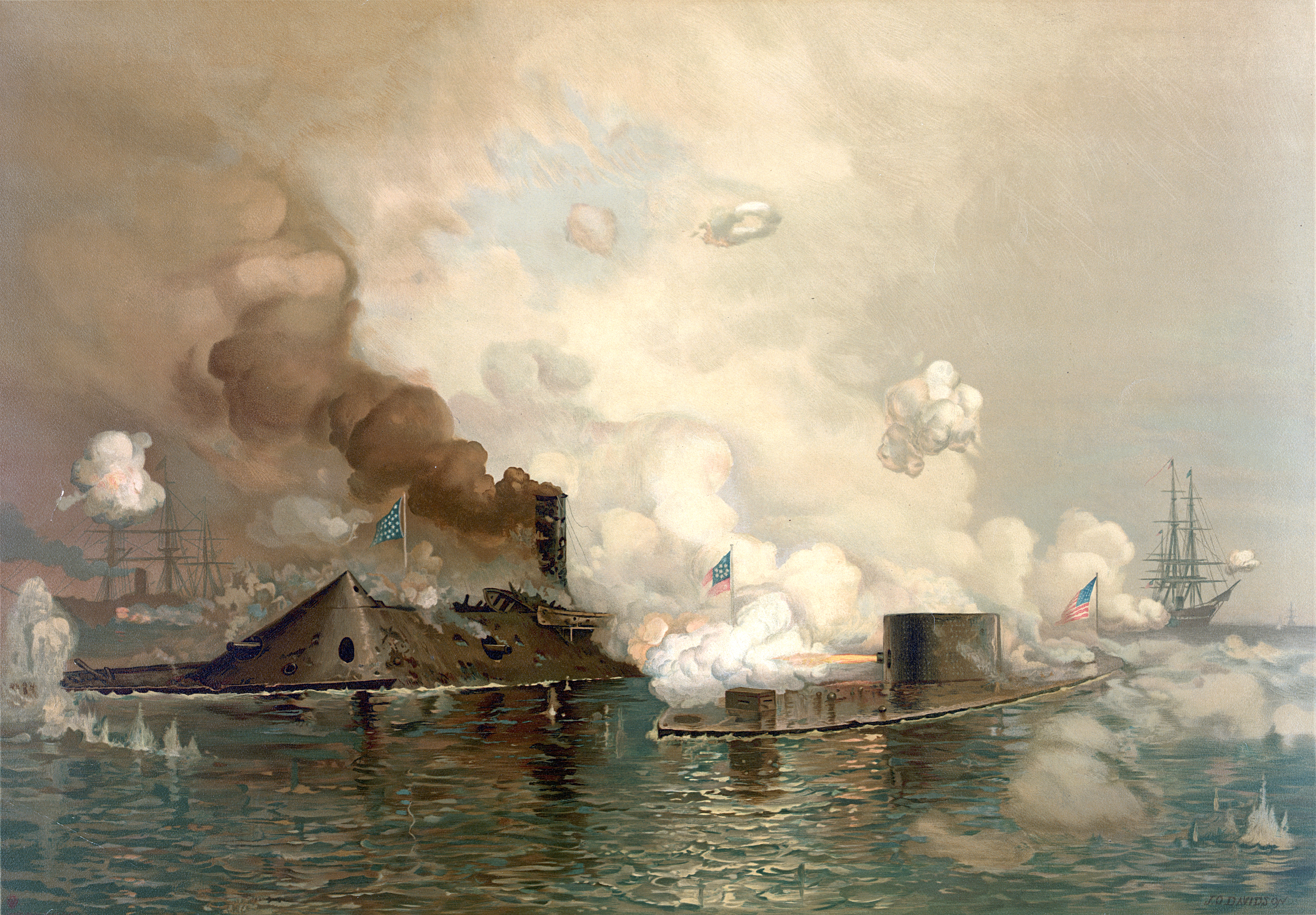
Gefecht der Monitor mit der Virginia am 9. März 1862
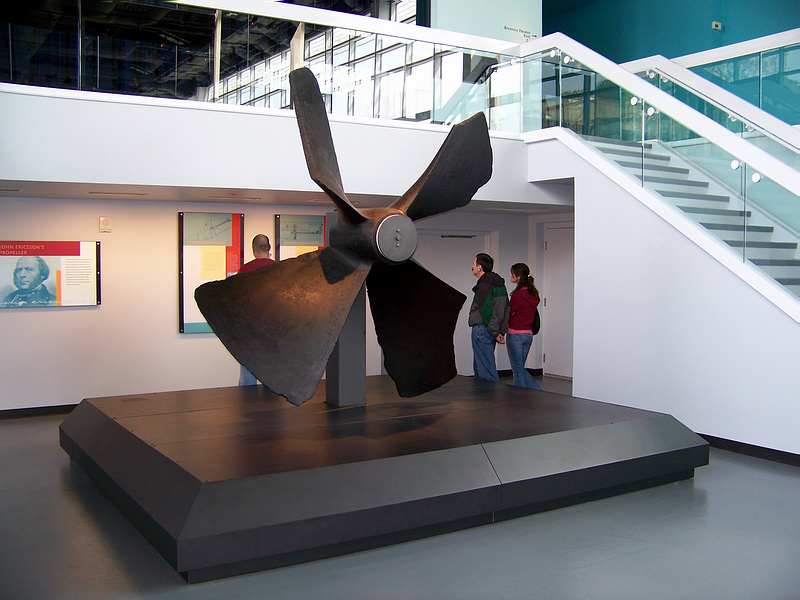
Propeller im Mariners’ Museum
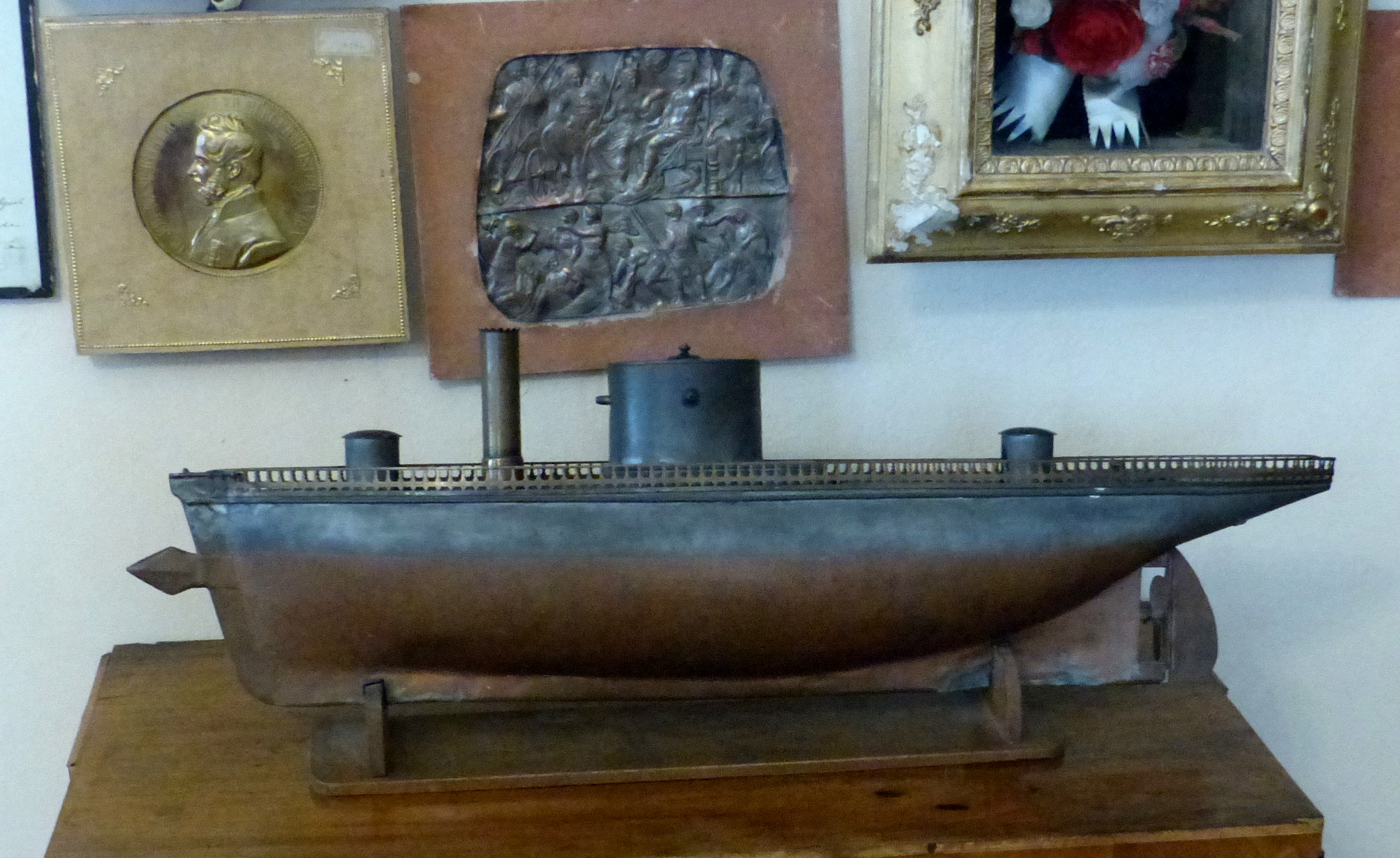
Modell der USS Monitor, Schloss Königswart (Tschechien)
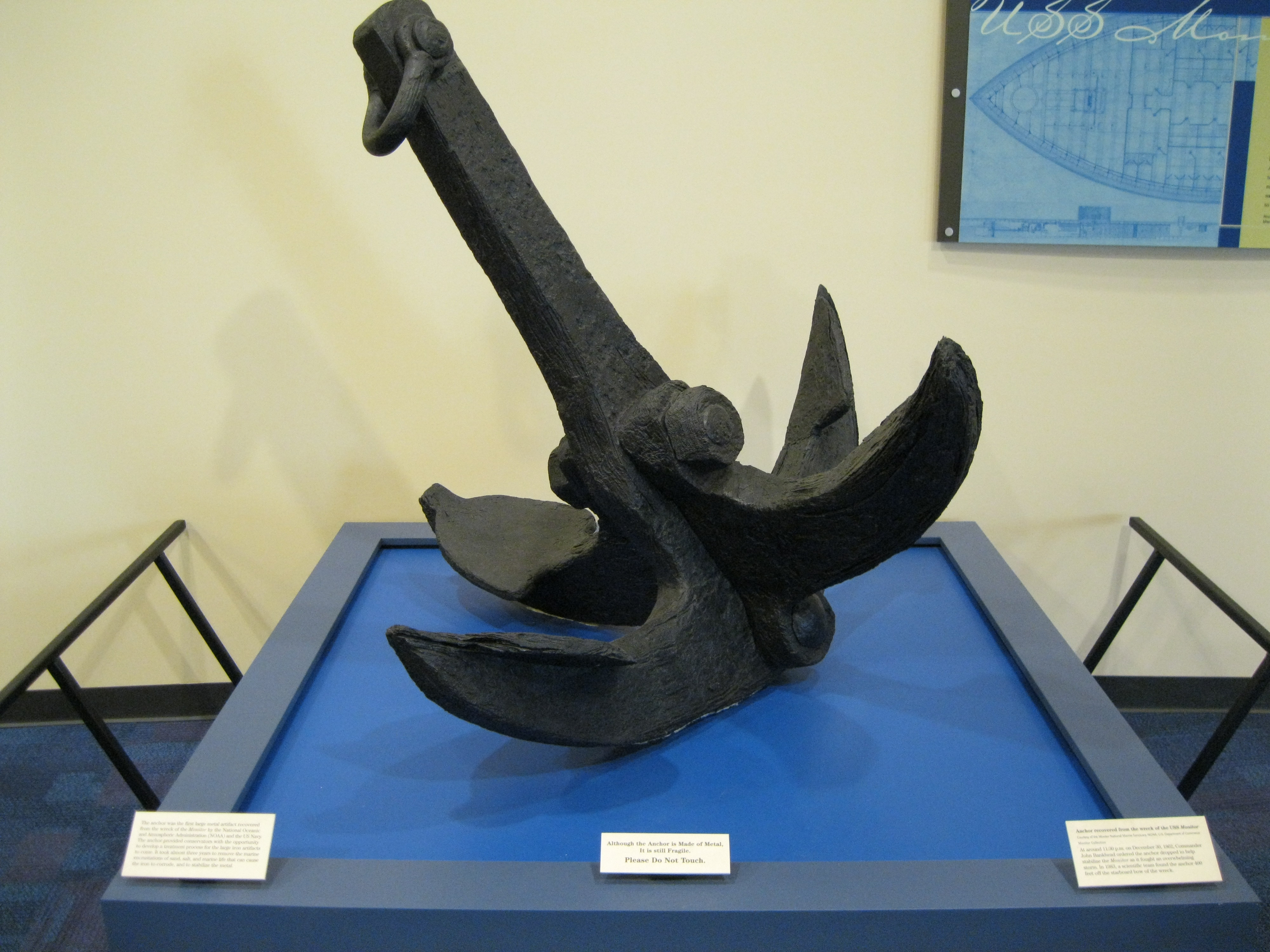
Anker der Monitor im Mariner’s Museum